# VII ранг (Табель про ранги )

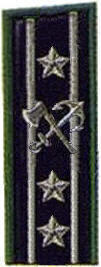
Петличний знак розрізнення надвірного радника (МШС)

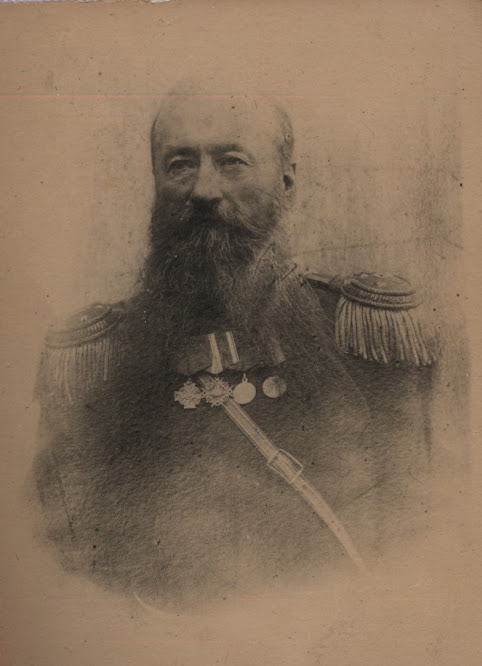
Підполковник С. Г. Архангельський з відповідними знаками розрізнення на еполетах

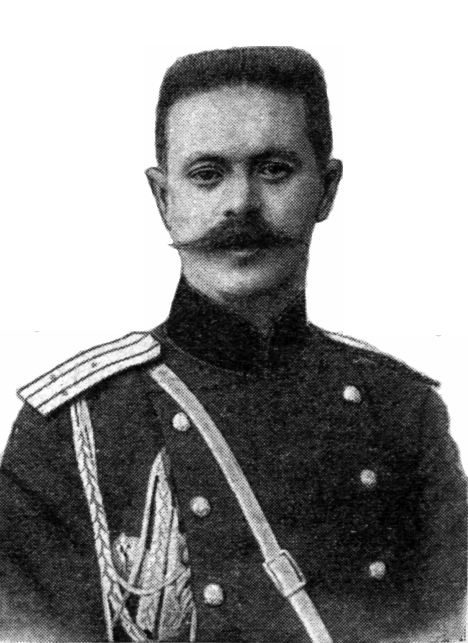
Підполковник Н. О. Данилов з відповідними знаками розрізнення на погонах

VII ранг — у Російській імперії один з 14 класів (рангів), на які було поділено Табель про ранги.
Для кожної групи рангів було своє специфічне звернення. Для VI—VIII рангів було звернення «Ваше високоблагородіє» («Ваша високошляхетносте»).
Згідно з більшовицьким декретом від 10 (23) листопада 1917 року про знищення станів і чинів дію Табеля про ранги було скасовано.
У зв'язку з тим, що табель було поділено на цивільні, військові та придворні чини, склалося співвідношення чинів, які відносилися до цього рангу. 

## Цивільні чини
Надвірний радник (з 1745). Для надання чину був встановлений термін служби в 4 роки з часу здобуття попереднього чину колезького радника.

## Військові чини
Офіцери, які відносилися до VI—VIII рангів, мали назву штаб-офіцерів.
- Підполковник
- Військовий старшина козаків (з 1884)
- Капітан II рангу флоту
- Корабельний майстер (1764—1826)
- Кригскомісар з постачання (до 1884)
- Капітан пішої гвардії
- Ротмістр кінної гвардії

## Придворні чини
Придворні чини у цьому ранзі були відсутні.

## Переклад козацьких старшинських посад вТабель про ранги(1765-1782)
З другої половини XVIII сторіччя Російська імперія починає остаточне поглинання України. У 1765 році відбувається скасування козацького устрою в Слобідській Україні, а к 1782 року було скасовано і  полковий устрій Гетьманщини.
Російська влада з особового складу козацьких полків формує нові полки регулярної армії, долучаючи до цього козацьку старшину. Козацькій старшині було запропоновано вступити на службу у формовані полки чи отримати відставку. Так як армійські чини присвоювалися на одну-дві сходинки нижче, а так само через те, що різниця в уряді козацького старшини і армійського офіцера не були рівноцінна, багато представників старшини вийшли у відставку. Середній же і рядовий козацькі прошарки склали основу новосформованих полків.
Колишнім старшинам, які вирішили піти в відставку (в «абшит»), та тим які вирішили продовжити службу, було надано цивільні, чи військові чини згідно Табелю про ранги. VII ранг, був найвищим рангом який міг отримати представник полкової старшини. Козацький полковник, якщо він брав участь у походах, при переході в російські полки отримував чин підполковника. Якщо ж представник старшини участі у походах не брав, то він отримував чин, на щабель нижче встановленого, тобто такий козацький полковник міг стати лише прем'єр-майором (який відносився вже до VIII рангу). Останній полковник Охтирського слобідського козацького полку Михайло Боярський, при переході до Охтирського гусарського полку, з 1765 року став підполковником в новоутвореному гусарському полку.

## Знаки розрізнення (на1917рік)
У Російській імперії використовувалися знаки розрізнення і для військових, і для цивільних чинів. 
Здебільшого знаки розрізнення чиновників розташовувалися на петлицях, у чиновників, які носили одяг військового типу (військове відомство, поліція та інші), знаки розрізнення могли розташовуватися на погонах. Особливість цивільних погонів була у тому, що зірки розташовувалися вздовж погона. 
Для цивільного чину (надвірний радник) відповідні були три п'ятипроменеві зірки на петлиці чи погоні з двома просвітами. 
Військові чини (підполковник, капітан II рангу, військовий старшина) мали по три п'ятипроменеві зірки на погонах чи еполетах. Штаб-офіцерські погони мали по два поздовжніх просвіти відповідного кольору. На еполетах просвіти були відсутні, але штаб-офіцерські еполети можна було відрізнити від обер-офіцерських та генеральських за типом бахроми.